# Kuifgors
De kuifgors (Emberiza lathami, synoniem: Melophus lathami) is een zangvogel uit de familie van gorzen (Emberizidae).

## Verspreiding en leefgebied
Deze soort komt voor van Noord-Pakistan tot zuidoostelijk Tibet, Zuid-China, Laos en Noord-Vietnam.